# Werner Schramm (konstnär)
Werner Schramm, född 21 september 1898 i Duisburg, död 24 juli 1970 i Düsseldorf, var en tysk målare.